# Louise Guillet
Pour les articles homonymes, voir Guillet.
Louise Guillet, née le 31 janvier 1986 à Limoges, est une joueuse française de water-polo.
Appelée pour la première fois en équipe de France de water-polo féminin en 2003, elle est vice-championne de France avec le Lille Métropole Water-Polo en 2013 et vainqueur de la Coupe de la Ligue en 2013.